# Szymon Matuszek
Szymon Matuszek (Cieszyn, 1989. január 7. –) lengyel korosztályos válogatott labdarúgó, posztját tekintve középpályás.

## Pályafutása

### Klubcsapatokban
Matuszek a lengyelországi Cieszyn városában született.
Pályafutását a Wodzisław Śląski felnőtt keretében kezdte. 2005 és 2016 között a Silesia Lubomia, a Jagiellonia Białystok, a Piast Gliwice, a Chojniczanka Chojnice, a Wisła Płock és a Ząbkovia Ząbki, illetve a spanyol Horadada és Real Madrid C csapatánál szerepelt. 2016-ban az első osztályban szereplő Górnik Zabrzéhez igazolt. 2020. augusztus 4-én a másodosztályú Miedź Legnica szerződtette. Először a 2020. augusztus 29-ei, Sandecja Nowy Sącz ellen 3–1-re megnyert mérkőzésen lépett pályára. Első gólját 2020. november 15-én, a Nieciecza ellen hazai pályán 3–2-es vereséggel zárult találkozón szerezte meg. A 2021–22-es szezonban feljutottak az Ekstraklasába.

### A válogatottban
Matuszek 2009 és 2010 között tagja volt a lengyel U21-es válogatottnak.

## Statisztikák
2023. május 27. szerint
| Klub          | Szezon   | Osztály     | Bajnokság | Bajnokság | Kupa és Ligakupa | Kupa és Ligakupa | Nemzetközi | Nemzetközi | Összesen | Összesen |
| Klub          | Szezon   | Osztály     | Meccs     | Gól       | Meccs            | Gól              | Meccs      | Gól        | Meccs    | Gól      |
| ------------- | -------- | ----------- | --------- | --------- | ---------------- | ---------------- | ---------- | ---------- | -------- | -------- |
| Górnik Zabrze | 2015–16  | Ekstraklasa | 11        | 0         | 0                | 0                | —          | —          | 11       | 0        |
| Górnik Zabrze | 2016–17  | I Liga      | 29        | 3         | 1                | 0                | —          | —          | 30       | 3        |
| Górnik Zabrze | 2017–18  | Ekstraklasa | 34        | 3         | 7                | 2                | —          | —          | 41       | 5        |
| Górnik Zabrze | 2018–19  | Ekstraklasa | 29        | 0         | 2                | 1                | 4          | 0          | 35       | 1        |
| Górnik Zabrze | 2019–20  | Ekstraklasa | 21        | 2         | 2                | 0                | —          | —          | 23       | 2        |
| Górnik Zabrze | Összesen | Összesen    | 124       | 8         | 12               | 3                | 4          | 0          | 140      | 11       |
| Miedź Legnica | 2020–21  | I Liga      | 30        | 6         | 0                | 0                | —          | —          | 30       | 6        |
| Miedź Legnica | 2021–22  | I Liga      | 27        | 0         | 2                | 0                | —          | —          | 29       | 0        |
| Miedź Legnica | 2022–23  | Ekstraklasa | 14        | 1         | 1                | 0                | —          | —          | 15       | 1        |
| Miedź Legnica | Összesen | Összesen    | 71        | 7         | 3                | 0                | 0          | 0          | 74       | 7        |
| Összesen      | Összesen | Összesen    | 195       | 15        | 15               | 3                | 4          | 0          | 214      | 18       |

## Sikerei, díjai
Górnik Zabrze
- I Liga
  - Feljutó (1): 2016–17

Miedź Legnica
- I Liga
  - Feljutó (1): 2021–22